# 地皇氏

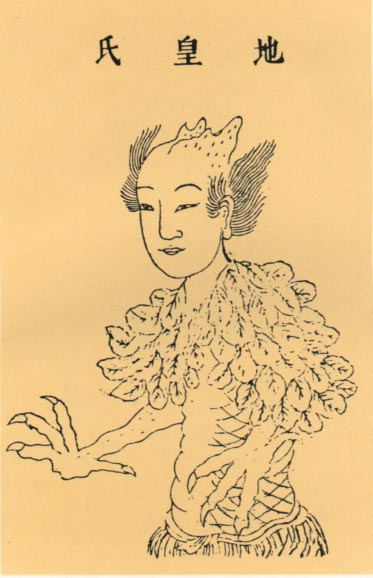
地皇氏

地皇氏，根據《春秋命歷序》，天皇氏後有地皇氏，興於熊耳龍門山，號曰文悅，地皇共有十一人，皆為兄弟，相繼而治，以火德稱王，共治一萬八千歲（一說一萬九千歲）。
《尚書大傳》和《天皇至道太清玉冊》以神農為地皇。《洞神八帝妙精經》以女媧為地皇。

## 九皇
道教將三皇之說擴充為上中下三皇，一共九皇。

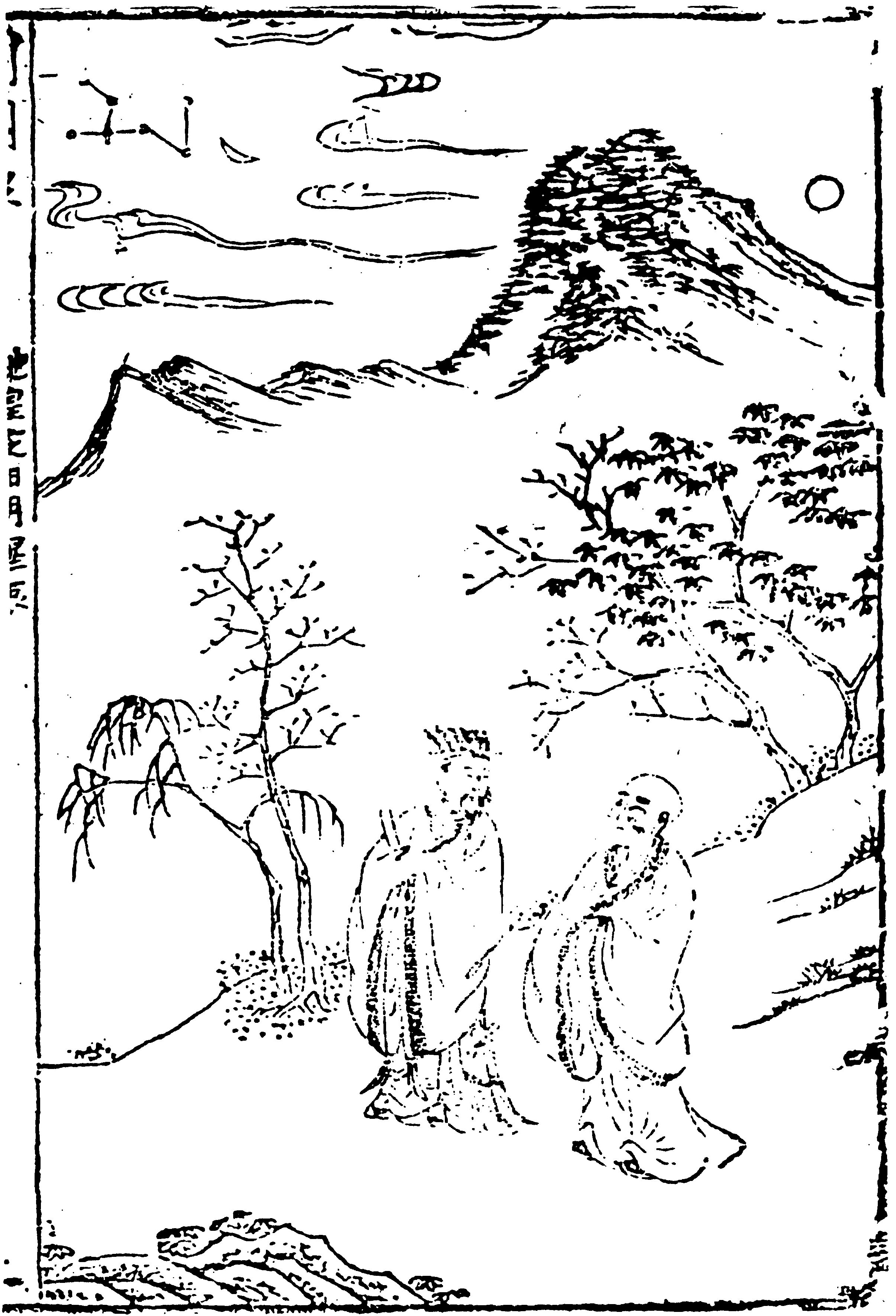
地皇分日月星辰

《洞神八帝妙精經》以初三皇之地皇君長九寸，披白錦帔，著素錦裙，戴三晨玉冠，執元皇定籙之策。以《春秋命歷序》所載為中三皇之地皇君人面蛇身，十一頭，姓嶽，名鏗，字紫元。後三皇之地皇君為女媧，人面蛇身，姓雲，號女皇。
明朝道教事典《天皇至道太清玉冊》以「上清真境靈寶天尊」為上三皇之地皇，「靈寶君」為中三皇之地皇，「神農炎帝氏」為下三皇之地皇。

## 相關
- 天皇氏
- 人皇氏